# Hardinge Giffard
Pour les articles homonymes, voir Giffard.
Hardinge Stanley Giffard, 1er comte de Halsbury, né le 3 septembre 1823 à Londres et mort le 11 décembre 1921, est un important barrister, homme politique et ministre britannique à son époque. Il sert trois fois (1885-1886, 1886-1892 et 1895-1905) en tant que lord chancelier.

## Biographie
Durant la crise sur le Parliament Act de 1911, Halsbury est l'un des principaux meneurs de la faction rebelle de pairs conservateurs - surnommés les "Ditchers" - qui se résolurent à une opposition irréductible au projet du gouvernement quoi qu'il arrive. À une réunion de pairs conservateurs le 21 juillet 1911, Halsbury s'écria : "Je diviserai même si je suis seul". 
Le legs durable de Halsbury est la compilation d'un compendium complet des Lois d'Angleterre ("Laws of England") (1905-1916), un ouvrage de référence majeur publié en de nombreux volumes et souvent appelé simplement "Le Haslbury" ("Halsbury's"). Les "Lois de Halsbury" furent suivies par un second ouvrage de référence en plusieurs volumes en 1929, "Halsbury's Statutes", et plus tard par "Halsbury's Statutory Instruments".